# Hospici de Cap Ferrat
Hospiciu de Niça (en francès, Saint Hospice, popularment conegut com a Saint Sospis) (Egipte, començament del s. VI - Cap Ferrat, Sant Joan de Cap Ferrat, prop de Vilafranca de Mar, Gàl·lia, 21 de maig de 581) fou un monjo egipci, anacoreta a la costa del sud de la Gàl·lia, on morí. És venerat com a sant per diverses confessions cristianes.

## Biografia
Hospici havia estat, segons la tradició, monjo a Egipte. De jove, va marxar-ne i arribà a les costes gal·les, on es retirà i visqué reclòs en una torre murada de la península de Cap Ferrat, prop de Niça.
La gent de la rodalia anava a demanar-li consells; els advertí, cap al 575, que els longobards s'apropaven i pogueren fugir. La seva torre fou assetjada, però salvà la vida. Salvà la vida d'un dels atacants amb un miracle, i aquest es convertí.
Hospici conegué Gregori de Tours, que en parla explicant-ne la vida, la seva penitència i els miracles que feia. Morí a Cap Ferrat, prop de Vilafranca de Mar (Alps Marítims. Des de llavors, el lloc també és conegut com a Cap Saint-Sospis. Fou sebollit pel seu amic el bisbe Austadi de Cimiez.

## Veneració

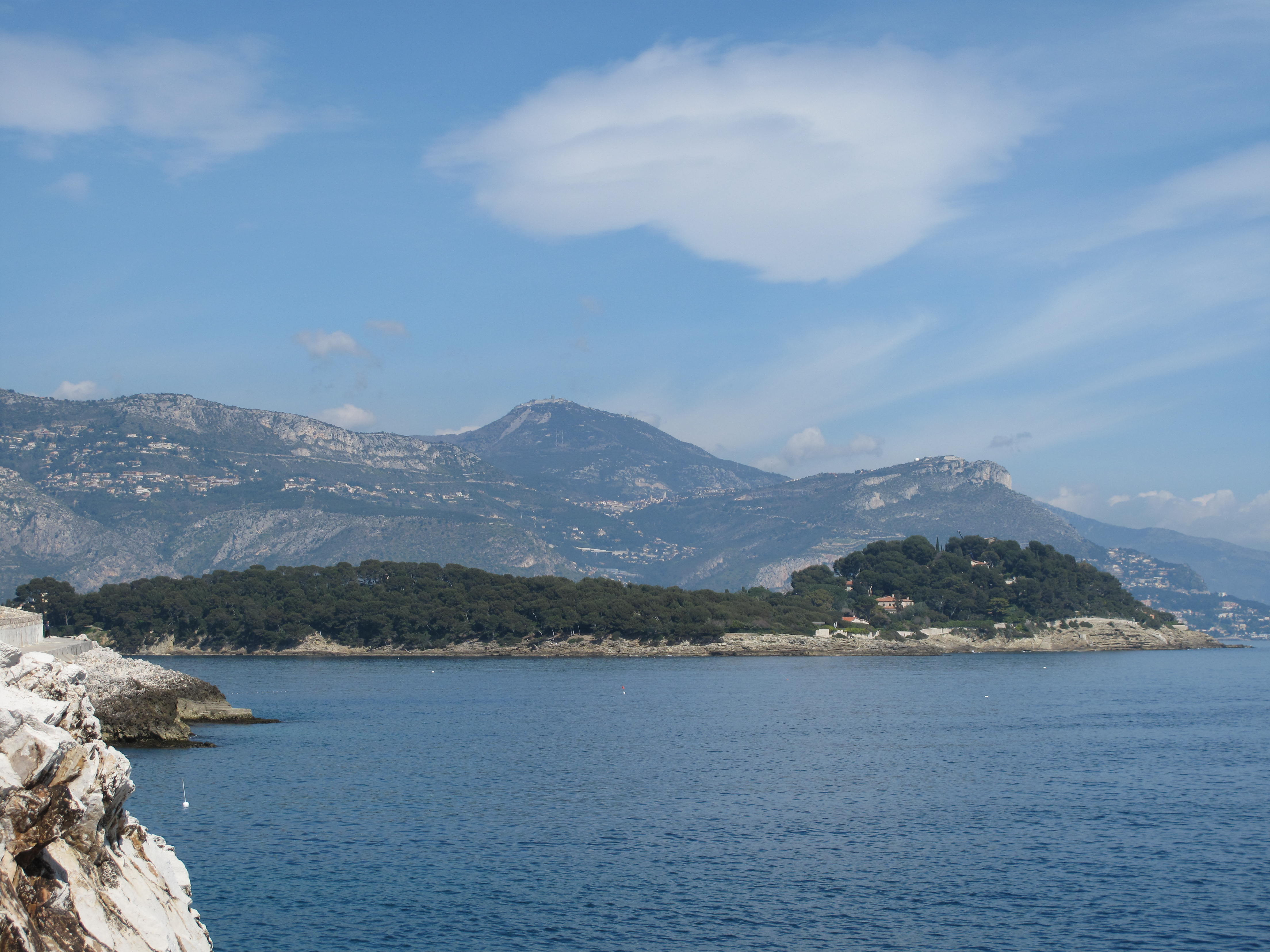
Punta de Sant Hospici, al Cap Ferrat.

Tot i que no figura al Martirologi romà (hi fou fins al segle XIX), és venerat com a sant, tot i que el seu culte es limita a la diòcesi de Niça, centrant-se en la catedral de Santa Reparata, on es conserva una relíquia de la mà del sant. Altres relíquies es troben a les esglésies de Vilafranca de Mar, La Túrbia i la capella de San-Sospis de Sant Joan de Cap Ferrat.
La capella de San-Sospis, a Sant Joan de Cap Ferrat, s'edificà al segle xi sobre les ruïnes de la torre on havia viscut el sant. Abandonada llarg temps, fou restaurada el 1980.